# Замок Мот-Шанденьє
За́мок Мо́т-Шанденьє́ (фр. Château de la Mothe-Chandeniers) — зруйнований замок, розміщений у місті Ле-Труа-Мутьє, на півночі департаменту В'єнна, у регіоні Нова Аквітанія.
Побудований у XIII столітті в історичній області Анжу, замок спочатку мав назву Мот-Босе (Mothe-Bauçay), так називалася сім'я, якій він належав. У 1448 році замок успадкували члени сім’ї Рошешуарів. Один з них — Франсуа Рошешуар, вигнаний з королівського двору за участь у фронді, оселився в замку. Однак його розкішне життя змусило продати садибу в 1668 році. Замок був оточений ровом з водою, до входу, що охоронявся двома великими бронзовими левами, яких зараз нема, вів широкий міст. Франсуа Рошешуар прикрасив замок садом, театром, каналами. Величезні кошти були затрачені на арабських, іспанських та англійських скакунів.
Пізніше замком володіли багато людей. Перед 1870 роком під впливом замків Луари англійський архітектор перебудував замок у романтичному стилі. Як і замок Азе-ле-Рідо він був оточений водою.
13 березня 1932 року, після встановлення центрального опалення, замок повністю згорів. Згоріли бібліотека з дуже рідкісними книгами, гобелени, антикварні меблі та цінні картини. Залишилися тільки каплиця, господарські будівлі та скелет замку з каменю, який відтоді руйнується та заростає рослинністю. 
У 1981 році частину замку придбав колишній вчитель математики (у середній школі Анже та у коледжі в Кані), який протягом двох років намагався врятувати його. Ще один з чотирьох співвласників, Анна-Марія Ласаль, започаткувала «акцію мобілізації та підтримки», щоб врятувати «ці чарівні руїни».

## Відродження замку
З 5 лютого 2018 року замок перебуває у власності однойменного акціонерного товариства, яке було створене на початку 2018 року. У 2018 році кількість акціонерів замку становила 27 910 співвласників.
У серпні 2018 року в замку відбувся перший міжнародний чемпіонат з перегонів безпілотників.
Наприкінці червня 2018 року для публіки відкрили лише парк, оскільки роботи з закріплення стін замку ще не завершені. У 2019 році було 15000 відвідувачів.

## Вхідні квитки
| Вік         | до 6 років  | від 18 до 60 років | менше 18 та більше 60 | двоє дорослих і двоє дітей |
| ----------- | ----------- | ------------------ | --------------------- | -------------------------- |
| Ціна квитка | безкоштовно | 7,5 євро           | 5,5 євро              | 21 євро                    |

## Фотогалерея

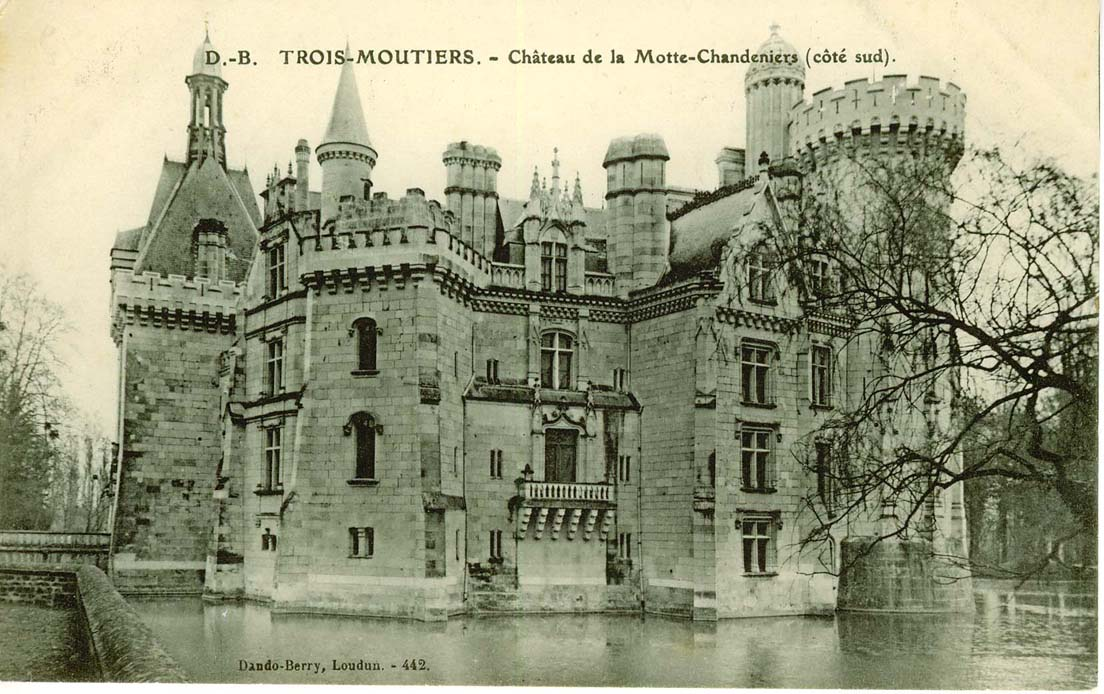
Південна сторона. 1904
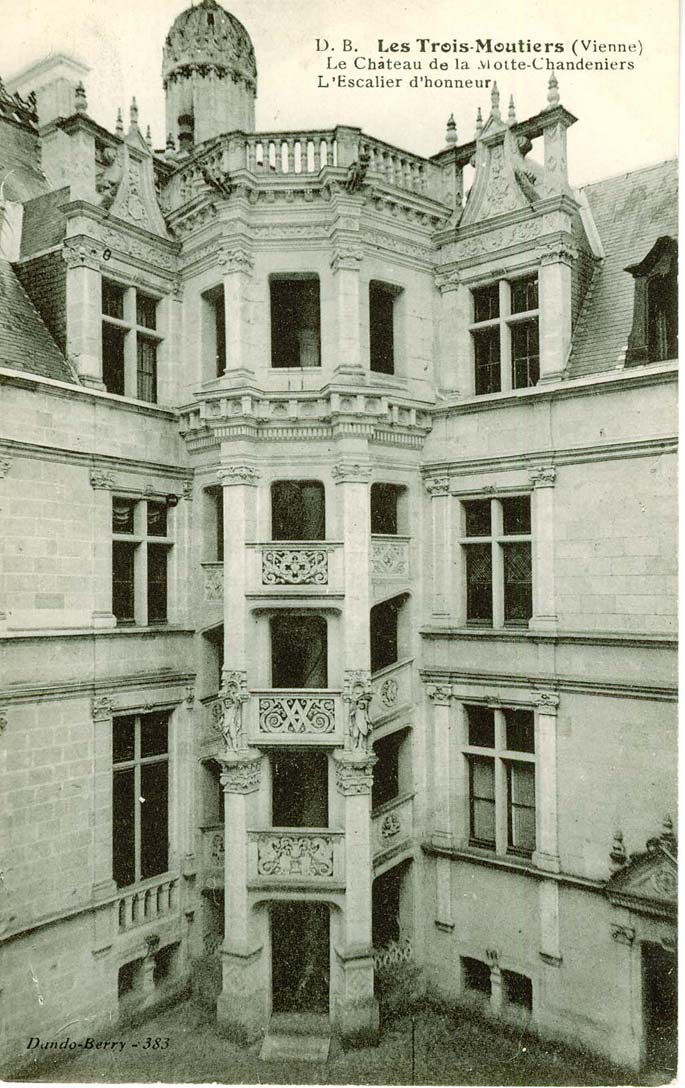
Головні сходи
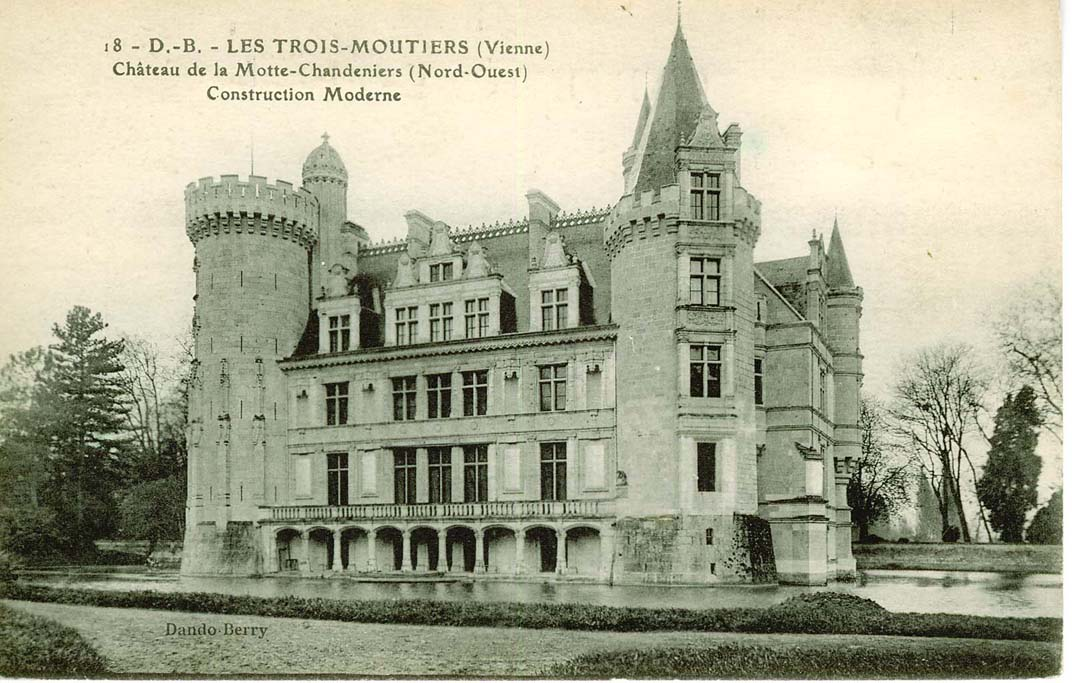
Північно східна сторона. 1904